# Аквавива Пичена
Аквавива Пичена (итал. Acquaviva Picena) насеље је у Италији у округу Асколи Пичено, региону Марке.
Према процени из 2011. у насељу је живело 2468 становника. Насеље се налази на надморској висини од 292 м.

## Становништво
Према резултатима пописа становништва 2011. у општини је живело 3.848 становника.
| 1931. | 1936. | 1951. | 1961. | 1971. | 1981. | 1991. | 2001. | 2011. |
| ----- | ----- | ----- | ----- | ----- | ----- | ----- | ----- | ----- |
| 3.189 | 3.376 | 3.638 | 3.365 | 2.686 | 2.677 | 3.080 | 3.409 | 3.848 |